# Dasophrys crenulatus
Dasophrys crenulatus là một loài ruồi trong họ Asilidae. Dasophrys crenulatus được Londt miêu tả năm 1981. Loài này phân bố ở vùng nhiệt đới châu Phi.